# Podu Șchiopului
Podu Șchiopului – wieś w Rumunii, w okręgu Vrancea, w gminie Nistorești. W 2011 roku liczyła 328
mieszkańców